# Azienda di trasporto metropolitano di Seul
L'Azienda di trasporto metropolitano di Seul (Seoul Metropolitan Rapid Transit Corporation, SMRT in inglese e 서울특별시 도시철도공사 - 서울特別市都市鐵道公社, Seoul teukbyeolsi cheoldo gongsa in coreano) era una società pubblica che gestiva la parte urbana delle linee dalla 5 alla 8 della Metropolitana di Seul.
La società gestiva in totale 201 treni e 148 stazioni sulle linee 5-6-7-8. In totale gli utilizzatori delle linee ogni giorno sono circa 2 milioni.
Nel 2017 è stata integrata in Seoul Metro.

## Linee
| Colore | Nome    | Sezione                       | Lunghezza |
| ------ | ------- | ----------------------------- | --------- |
|        | Linea 5 | Banghwa - Sangil-dong/Macheon | 52,3 km   |
|        | Linea 6 | Eungam - Bonghwasan           | 35,1 km   |
|        | Linea 7 | Jangam - Bupyeong-gucheong    | 57,1 km   |
|        | Linea 8 | Amsa - Moran                  | 17,7 km   |